# Döglött akták (hatodik évad)
Ezen az oldalon a Döglött akták amerikai krimi tévésorozat hatodik évadának epizódlistája olvasható, melyet eredetileg 2008. szeptember 28. és 2009. május 10. között vetített az amerikai CBS televízió.
Magyarországon ennek az évadnak az 1. epizódját (Dicső napok/Glory Days) közvetlenül az 5. évad utolsó epizódja (Gyermekrablás/Ghost of My Child) után, megszakítás nélkül adták le 2011. augusztus 23-án, majd egy megszakítással, a 2. epizódtól (Nehéz hivatás/True Calling) a 23. (évadzáró) epizódig (Szorul a hurok/Into the Blue), 2012. augusztus 7-től 2013. január 22-ig vetítették.
Ebben az évadban három olyan rész van, ahol egy előadótól választottak ki minden dalt:
- Mind Games: John Lennon
- The Long Blue Line: Pearl Jam
- Into The Blue: Pearl Jam (évadzáró)

Az évadban a legrégibb újra megnyitott akta éve: 1951 (57 éves)
Az évadban a legfiatalabb újra megnyitott akta éve: 2009 (aznapi)

## Epizódlista
| #         | Cím eredeti / magyar | Bemutató eredeti / magyar | Rendezte Írta                     | Kép |
| --------- | --- | ------------------------- | --------------------------------- | --- |
| 112. 6x01 | Glory Days | 2008. szeptember 28.      | Roxann Dawson                     |     |
| 112. 6x01 | Dicső napok | 2011. augusztus 23.       | Gavin Harris                      |     |
| 112. 6x01 | Újra megnyitott akta dátuma: 1973 Utolsó jelenetben hallható dal: Steely Dan - Reelin' In The Years |                           |                                   |     |
| 112. 6x01 | Will egykori diáktársa, aki amerikai foci ereklyéket gyűjt, olyan feljegyzéshez jut, ami új megvilágításba helyezi egy egyetemi focicsapat ünnepelt sztárjának halálát. Az egykori nyomozás során arra jutottak, hogy a fiút péntek éjjel ölték meg, ám az új bizonyíték arra enged következtetni, hogy a bajnoki mérkőzés reggelén még életben volt. |                           |                                   |     |
|           | |                           |                                   |     |
| 113. 6x02 | True Calling | 2008. október 5.          | Paris Barclay                     |     |
| 113. 6x02 | Nehéz hivatás | 2012. augusztus 7.        | Christopher Silber                |     |
| 113. 6x02 | Újra megnyitott akta dátuma: 1991 Utolsó jelenetben hallható dal: R.E.M. - Half A World Away |                           |                                   |     |
| 113. 6x02 | A jó családból származó Laura McKinney a Harvard Egyetem elvégzését követően Philadephia egyik rossz hírű középiskolájában vállal tanári állást. Az idealista tanárnőt egyik éjszaka holtan találják az iskola parkolójában, feltételezhetően egy félresiklott autólopás során lőtték le. Azonban 17 évvel később egyik volt diákja megtalálja a tanárnő kulcsait az egyik iskolai padban. Az új nyomon elindulva hamar világossá válik, hogy Laura gyilkosát a középiskolában kell keresni. |                           |                                   |     |
|           | |                           |                                   |     |
| 114. 6x03 | Wednesday's Women | 2008. október 12.         | John Finn                         |     |
| 114. 6x03 | Veszélyes idők | 2012. augusztus 14.       | Erica Shelton                     |     |
| 114. 6x03 | Újra megnyitott akta dátuma: 1964 Utolsó jelenetben hallható dal: Tracie Thoms - This Little Light Of Mine |                           |                                   |     |
| 114. 6x03 | A fiatal háziasszony, Miriam "Tupperware" edények forgalmazásával foglalkozik a családi bevétel növelése érdekében. Egyik reggel az autóút mellett holtan találják, sérülései gázolásra utalnak. Miriam húga azután keresi fel Rush nyomozót, hogy a nővére utazócsomagjában fenyegető üzenetet talál. Hamarosan kiderül, hogy Miriam 1964 nyarán a faji megkülönböztetés ellen harcoló nőkből álló klub tagjaként Mississippibe utazott fekete diákokat tanítani. Talán halála is kapcsolatba hozható a titokzatos klubbal. |                           |                                   |     |
|           | |                           |                                   |     |
| 115. 6x04 | Roller Girl | 2008. október 19.         | Holly Dale                        |     |
| 115. 6x04 | A görkoris lány | 2012. augusztus 21.       | Elle Triedman                     |     |
| 115. 6x04 | Újra megnyitott akta dátuma: 1978 Utolsó jelenetben hallható dal: Bob Welch - Sentimental Lady |                           |                                   |     |
| 115. 6x04 | A 15 éves Missy-nek mindene a görkorcsolya. Komolyabb sportkarriert azonban sosem futhatott be, hiszen 1978 nyarán holtan találták egy parkban. Rush nyomozót és csapatát egy nő keresi fel, aki azt állítja, látta a lányt a görkorcsolyás diszkónál beszállni egy fekete furgonba halálának éjszakáján. A nyomozás újrakezdését követően hamar kiderül, hogy halálát megelőzően Missy megváltozott, a sport és a kissé fiús külső helyét átvették a diszkó, a hajlakkok és a szájfények. Talán nem mindenki nézte jó szemmel Missy átváltozását? |                           |                                   |     |
|           | |                           |                                   |     |
| 116. 6x05 | Shore Leave | 2008. október 26.         | Alex Zakrzewski                   |     |
| 116. 6x05 | Becsületbeli ügy | 2012. augusztus 28.       | Elwood Reid                       |     |
| 116. 6x05 | Újra megnyitott akta dátuma: 1951 Utolsó jelenetben hallható dal: Daniel Butterfield - Taps |                           |                                   |     |
| 116. 6x05 | 1951-ben, A koreai háború felé hajózva Tully tengerészgyalogos és társai utolsó kimenőt kapnak Philadelphiában. Tully közlegény azonban másnap reggel nem tér vissza a hajóra, ezért dezertálással vádolják. 57 évvel később egy olajoshordóban megtalálják Tully maradványait, halálát fejlövés okozta. Kinek állhatott érdekében, hogy ne hagyja el soha Philadelphiát? Tengerészgyalogos társainak? A kimenő estéjén megismert titokzatos lánynak? A köztudottan ellenségeskedő matrózoknak? Rush és társai végigkövetik Tully utolsó estéjének állomásait, hogy rájöjjenek, ki ölte meg a jólelkű fiút.                                                                                      |                           |                                   |     |
|           | |                           |                                   |     |
| 117. 6x06 | The Dealer | 2008. november 2.         | Chris Fisher                      |     |
| 117. 6x06 | Férfias játékok | 2012. szeptember 4.       | Greg Plageman                     |     |
| 117. 6x06 | Újra megnyitott akta dátuma: 1981 Utolsó jelenetben hallható dal: Journey - Who's Cryin' Now? |                           |                                   |     |
| 117. 6x06 | Donna d'Amico 22 éves egyedülálló, állandó anyagi problémákkal küzdő anya. Az autókereskedésben, ahol recepciósként dolgozik, egy szerencsés adásvételt követően előléptetik üzletkötővé, azonban Donna hamarosan eltűnik, hátrahagyva 5 éves lányát. Rush nyomozót és társait egy autóbontóba hívják, ahol 27 évvel később egy kocsi csomagtartójában megtalálják Donna maradványait. A nyomok az egykori autókereskedésbe vezetnek. |                           |                                   |     |
|           | |                           |                                   |     |
| 118. 6x07 | One Small Step | 2008. november 9.         | David Von Ancken                  |     |
| 118. 6x07 | A kis zseni | 2012. szeptember 11.      | Taylor Elmore                     |     |
| 118. 6x07 | Újra megnyitott akta dátuma: 1969 Utolsó jelenetben hallható dal: Procol Harum - A Whiter Shade of Pale |                           |                                   |     |
| 118. 6x07 | A holdra szállást követő napon holtan találják a 12 éves Danny Finchet. A kisfiú köztudottan vonzódott a fizikához, a rakétákhoz, tudományos beállítottsága miatt nemigen voltak barátai sem. Egyik nap azonban egy ismeretlen férfi egy rakétát visz a rendőrőrsre, melyre rávésve Danny és a Chestnut Hill-i Rakétás Fiúk neve szerepel. Lehet, hogy Danny-nek mégiscsak voltak barátai? És ha igen, mit tudhatnak a haláláról? |                           |                                   |     |
|           | |                           |                                   |     |
| 119. 6x08 | Triple Threat | 2008. november 16.        | Kevin Bray                        |     |
| 119. 6x08 | Az ígéret földjén | 2012. szeptember 18.      | Kathy Ebel                        |     |
| 119. 6x08 | Újra megnyitott akta dátuma: 1989 Utolsó jelenetben hallható dal: Cyndi Lauper - True Colors |                           |                                   |     |
| 119. 6x08 | A 17 éves kiemelkedő tehetségű szopránénekes Nadia Koslov apjával és testvérével az Egyesült Államokba disszidál. 4 hónap múlva holtan találják a metróállomás lépcsőjén, testét zúzódások borítják. Akkor a lázongó fiatalok csoportjai által elkövetett lincselések számlájára írták az esetet. Nadia táskája előkerül az utcán, s öccse kérésére újra előveszik az ügyet. A szálak Nadia művészeti iskolájába vezetnek, ahol sokan irigyen fogadták a tehetséges új lányt... |                           |                                   |     |
|           | |                           |                                   |     |
| 120. 6x09 | Pin Up Girl | 2008. november 23.        | Chris Fisher                      |     |
| 120. 6x09 | Címlaplány | 2012. szeptember 25.      | Gavin Harris                      |     |
| 120. 6x09 | Újra megnyitott akta dátuma: 1953 Utolsó jelenetben hallható dal: Nat King Cole - Can't I? |                           |                                   |     |
| 120. 6x09 | Egy 1953-as ügy felgöngyölítésén dolgoznak a nyomozók. Egy gyönyörű poszterlányt gyilkoltak meg a saját lakásában. Egy szenvedélyes gyűjtő szolgáltat új bizonyítékot egy olyan fényképpel, ami nem sokkal a gyilkosság előtt készülhetett. |                           |                                   |     |
|           | |                           |                                   |     |
| 121. 6x10 | Street Money | 2008. november 30.        | Carlos Avila                      |     |
| 121. 6x10 | A politika útvesztői | 2012. október 2.          | Christopher Silber                |     |
| 121. 6x10 | Újra megnyitott akta dátuma: 2005 Utolsó jelenetben hallható dal: Groove Armada - Hands of Time |                           |                                   |     |
| 121. 6x10 | Egy ígéretes fiatal afroamerikai politikus meggyilkolásának ügyét veszik elő a nyomozók. Korábban azzal zárták le a nyomozást, hogy a fiatal polgármesterjelölt drogügyekbe keveredett. Eleinte politikai riválisára és a kampányfőnökére gyanakszanak. |                           |                                   |     |
|           | |                           |                                   |     |
| 122. 6x11 | Wings | 2008. december 21.        | David Von Ancken                  |     |
| 122. 6x11 | Földön és égen | 2012. október 9.          | Jennifer Johnson                  |     |
| 122. 6x11 | Újra megnyitott akta dátuma: 1960 Utolsó jelenetben hallható dal: Frank Sinatra - Someone to Watch Over Me |                           |                                   |     |
| 122. 6x11 | Az ötvenes-hatvanas években a légikisasszonyoknak nem volt könnyű az élete. Míg dolgoztak, nem mehettek férjhez, 32 évesen elbocsátották őket, ráadásul sokszor a pilóták is tiszteletlenül bántak velük. Az egyik hölgy azonban fellázadt a szigorú szabályok ellen, és úgy döntött, kész szembeszállni bárkivel, hogy javítson a körülményeken. A helyzetet tovább bonyolította, hogy közben közelebbi kapcsolatba került egy fiatal másodpilótával. |                           |                                   |     |
|           | |                           |                                   |     |
| 123. 6x12 | Lotto Fever | 2008. január 4.           | Agnieszka Holland                 |     |
| 123. 6x12 | Lottóláz | 2012. október 16.         | John Brian King                   |     |
| 123. 6x12 | Újra megnyitott akta dátuma: 2007 Utolsó jelenetben hallható dal: Lucero - On the Way Back Home |                           |                                   |     |
| 123. 6x12 | Ed, a jólelkű autószerelő élete gyökerestől megváltozik, mikor a pennsylvaniai lottósorsoláson nyolcmillió dollárt nyer. Fényűző házba költözik, ahol egymást követik a bulik, új barátnőre tesz szert, és nem sajnálja a pénzt haverjaitól és a nővérétől sem. Még rég nem látott apja is előkerül. Ilyen életmód mellett nem csoda, hogy a könnyen jött pénz vészes ütemben kezd fogyni, és a boldogság már nem olyan felhőtlen, mint kezdetben. |                           |                                   |     |
|           | |                           |                                   |     |
| 124. 6x13 | Breaking News | 2009. január 11.          | Erica Shelton                     |     |
| 124. 6x13 | A nagy leleplezés | 2012. október 30.         | Holly Dale                        |     |
| 124. 6x13 | Újra megnyitott akta dátuma: 1988 Utolsó jelenetben hallható dal: Tears For Fears - Shout |                           |                                   |     |
| 124. 6x13 | Az 1988-ban meggyilkolt ifjú híradós, Jane Everett ügyében új bizonyíték kerül elő. Napvilágot lát egy szalag, melyen az áldozat vélhetően éppen későbbi gyilkosával beszél. Az is kiderül, hogy a fiatal riporternő nagy horderejű leleplezésre készült, és megcáfolhatatlan bizonyítékokkal rendelkezett, de a tévétársaságnál, ahol dolgozott, munkája során több ellenséget is szerzett magának. |                           |                                   |     |
|           | |                           |                                   |     |
| 125. 6x14 | The Brush Man | 2009. január 25.          | Elwood Reid                       |     |
| 125. 6x14 | Az ügynök halála | 2012. november 6.         | Roxann Dawson                     |     |
| 125. 6x14 | Újra megnyitott akta dátuma: 1967 Utolsó jelenetben hallható dal: Velvet Underground - Pale Blue Eyes |                           |                                   |     |
| 125. 6x14 | Egy mocsaras terület lecsapolása során egy férfi maradványai kerülnek elő. A nyomozók hamar kiderítik, hogy az áldozat Roy Dunn volt, egy házaló ügynök, aki a hatvanas években különféle tisztítószereket és más háztartási eszközöket adott el az unatkozó feleségeknek. Vajon kinek állhatott útjában ez a jó kiállású, szimpatikus ember, akit a környéken mindenki kedvelt? |                           |                                   |     |
|           | |                           |                                   |     |
| 126. 6x15 | Witness Protection | 2009. február 15.         | Alex Zakrzewski                   |     |
| 126. 6x15 | Tanúvédelem | 2012. november 13.        | Elle Triedman                     |     |
| 126. 6x15 | Újra megnyitott akta dátuma: 2008 Utolsó jelenetben hallható dal: R.E.M. - Until The Day Is Done |                           |                                   |     |
| 126. 6x15 | Egy aggódó anya keresi fel Lilyt, akinek a fia eltűnt. Az asszony férjét nem sokkal korábban meggyilkolták. Az egész család egy tanúvédelmi programban vett részt, a férj ugyanis egy nagy hatalmú maffiafőnök könyvelője volt, és arra készült, hogy vallomást tegyen ellene. A nyomozók hamar a fiú, Jeff nyomára bukkannak, de kiderül, hogy neki csupán egyetlen célja van: bosszút állni apja gyilkosain. |                           |                                   |     |
|           | |                           |                                   |     |
| 127. 6x16 | Jackals | 2009. március 8.          | Marcos Siega                      |     |
| 127. 6x16 | Sakálok | 2012. november 20.        | Taylor Elmore                     |     |
| 127. 6x16 | Újra megnyitott akta dátuma: 1976 Utolsó jelenetben hallható dal: Lynyrd Skynyrd - Simple Man |                           |                                   |     |
| 127. 6x16 | Colint 30 év után kiengedik a börtönből. A holmijai között egy odacsempészett fényképet talál, melyen a lánya látható egy hírhedt helybéli motoros banda, a Sakálok tagjainak társaságában. A lányt még 1976-ban ölték meg több késszúrással, két hónappal azután, hogy Colint lecsukták. A apa azonnal a nyomozókhoz fordul, kérve őket, hogy találják meg lánya gyilkosát. |                           |                                   |     |
|           | |                           |                                   |     |
| 128. 6x17 | Officer Down | 2009. március 15.         | Alex Zakrzewski                   |     |
| 128. 6x17 | Rosszkor, rossz helyen | 2012. november 27.        | Christopher Silber                |     |
| 128. 6x17 | Újra megnyitott akta dátuma: 2009 Utolsó jelenetben hallható dal: Solomon Burke - The Judgement |                           |                                   |     |
| 128. 6x17 | Will és Nick hazafelé mennek. Útközben Will még beugrik a sarki kisboltba tejért. Nick, aki a kocsiban várakozik, lövések dördülését hallja. Azonnal berohan a boltba. Papát, az öreg fűszerest lelőtték, és Will is golyóval a hátában, öntudatlanul fekszik a földön. A véres lábnyomok azt mutatják, hogy a tettes a hátsó ajtón át menekült. A nyomozók, akik kollégájuk életéért szorítanak, a szokottnál is nagyobb elszántsággal vetik magukat a gyilkos nyomába. |                           |                                   |     |
|           | |                           |                                   |     |
| 129. 6x18 | Mind Games | 2009. március 22.         | Donald Thorin Jr.                 |     |
| 129. 6x18 | Elmezavar | 2012. december 4.         | Gavin Harris                      |     |
| 129. 6x18 | Újra megnyitott akta dátuma: 2004 Utolsó jelenetben hallható dal: John Lennon - Watching The Wheels |                           |                                   |     |
| 129. 6x18 | Előkerül egy notesz, és a benne lévő bejegyzések arra engednek következtetni, hogy egy gyönyörű fiatal pszichiáternő, aki 2004-ben lelte halálát, mikor lakása kigyulladt, valójában szándékos gyújtogatás áldozata lett. A gyanú a doktornő egykori páciensére, a zavart elméjű Pete Scanellre terelődik. |                           |                                   |     |
|           | |                           |                                   |     |
| 130. 6x19 | Libertyville | 2009. március 29.         | Marcos Siega                      |     |
| 130. 6x19 | Az amerikai álom | 2012. december 11.        | Kathy Ebel                        |     |
| 130. 6x19 | Újra megnyitott akta dátuma: 1958 Utolsó jelenetben hallható dal: Sharon Jones and the Dap-Kings - This Land Is Your Land |                           |                                   |     |
| 130. 6x19 | Az egykori házvezetőnő bejelentése nyomán újra előveszik egy 1958-ban meggyilkolt, ígéretes tehetségű ingatlanfejlesztő megoldatlan ügyét, mert kiderül, hogy az áldozat valószínűleg nem ott halt meg, ahol a testét megtalálták. Julian Bellowes évekkel megelőzve korát megálmodta, hogy az amerikai álom a külvárosokba költözik majd, és cége hatalmas profitra tehet szert, ha lakóparkok kiépítésére koncentrál. Miután feleségül vette főnöke lányát, minden adott volt a rendkívül sikeres karrierhez. Ám Julian előélete is rejtett titkokat. |                           |                                   |     |
|           | |                           |                                   |     |
| 131. 6x20 | Stealing Home | 2009. április 12.         | Kevin Bray                        |     |
| 131. 6x20 | Bevándorlók | 2012. december 18.        | Danny Pino és Elwood Reid         |     |
| 131. 6x20 | Újra megnyitott akta dátuma: 1999 Utolsó jelenetben hallható dal: Nil Lara - Vida Mas Simple |                           |                                   |     |
| 131. 6x20 | Gonzalo Luque és unokaöccse sikeres baseballjátékosok voltak Kubában. Mindketten úgy döntenek, hogy megpróbálnak átszökni az Egyesült Államokba, ez azonban csak Gonzalónak sikerül. Társait elfogják a hatóságok. Gonzalót egy helyi klub leszerződteti, és mivel úgy tűnik, sorsa rendeződik, menedzserével embercsempészekhez fordulnak, hogy Kubában maradt feleségét és kisfiát is áthozassák. Ám a családegyesítésre már sosem kerülhet sor. |                           |                                   |     |
|           | |                           |                                   |     |
| 132. 6x21 | November 22nd | 2009. április 26.         | Jeannot Szwarc                    |     |
| 132. 6x21 | Gyilkosság fényes nappal | 2013. január 8.           | Ryan Farley                       |     |
| 132. 6x21 | Újra megnyitott akta dátuma: 1963 Utolsó jelenetben hallható dal: Johnny Hartman - My One & Only Love |                           |                                   |     |
| 132. 6x21 | 1963. november 22-én, csak percekkel azután, hogy Kennedy elnököt lelőtték Dallasban, egy virtuóz biliárdjátékos hasonló sorsa jut. A nyílt utcán, fényes nappal golyót kap a hátába. Negyven évvel később előkerül egy pisztoly, amit egy korabeli újság aznap délutáni különkiadásába csavarva rejtettek el. Mivel vélhetően ez volt a gyilkos fegyver, Lilyék újra megnyitják az ügyet. A nyomozás során kiderül, hogy a Puska becenévre hallgató Patrick Lennoxnál néhány nappal a halála előtt jelentkezett egy kislány, aki az anyjának írt leveleit bizonyítékként lobogtatva közölte, ő az apja. Mivel a kislány a biliárdban is igen tehetségesnek bizonyult, a férfi maga mellé vette. |                           |                                   |     |
|           | |                           |                                   |     |
| 133. 6x22 | The Long Blue Line | 2009. május 3.            | Roxann Dawson                     |     |
| 133. 6x22 | G. I. Jane | 2013. január 15.          | Jennifer Johnson és Greg Plageman |     |
| 133. 6x22 | Újra megnyitott akta dátuma: 2005 Utolsó jelenetben hallható dal: Pearl Jam - Yellow Ledbetter |                           |                                   |     |
| 133. 6x22 | |                           |                                   |     |
|           | |                           |                                   |     |
| 134. 6x23 | Into the Blue (az előző rész folytatása) | 2009. május 10.           | Jeannot Szwarc                    |     |
| 134. 6x23 | Szorul a hurok | 2013. január 22.          | Jennifer Johnson és Greg Plageman |     |
| 134. 6x23 | Újra megnyitott akta dátuma: 2005 Utolsó jelenetben hallható dal: Pearl Jam - Black |                           |                                   |     |
| 134. 6x23 | |                           |                                   |     |
|           | |                           |                                   |     |